# لويس مونتيس
لويس مونتيس (بالإسبانية: Luis Montes Jiménez)‏؛ مواليد 15 مايو 1986 في المكسيك، هو لاعب كرة قدم مكسيكي يلعب لنادي ليون المكسيكي ومنتخب المكسيك لكرة القدم كلاعب وسط. سبق له أن لعب في كأس العالم لكرة القدم مع منتخب بلاده. بدأ لويس مونتيس مسيرته الرياضية عام 2005.

## روابط خارجية
- لويس مونتيس على موقع الاتحاد الدولي (مؤرشف)  (الإنجليزية)
- لويس مونتيس على موقع إي إس بي إن إف سي (الإنجليزية)
- لويس مونتيس على موقع قاعدة بيانات كرة القدم.إي يو (الإنجليزية)
- لويس مونتيس على موقع ناشيونال فوتبول تيمز (الإنجليزية)
- لويس مونتيس على موقع Soccerway.com (الإنجليزية)
- لويس مونتيس على موقع كووورة
- لويس مونتيس على موقع AS.com (الإسبانية)